# Tony Visconti

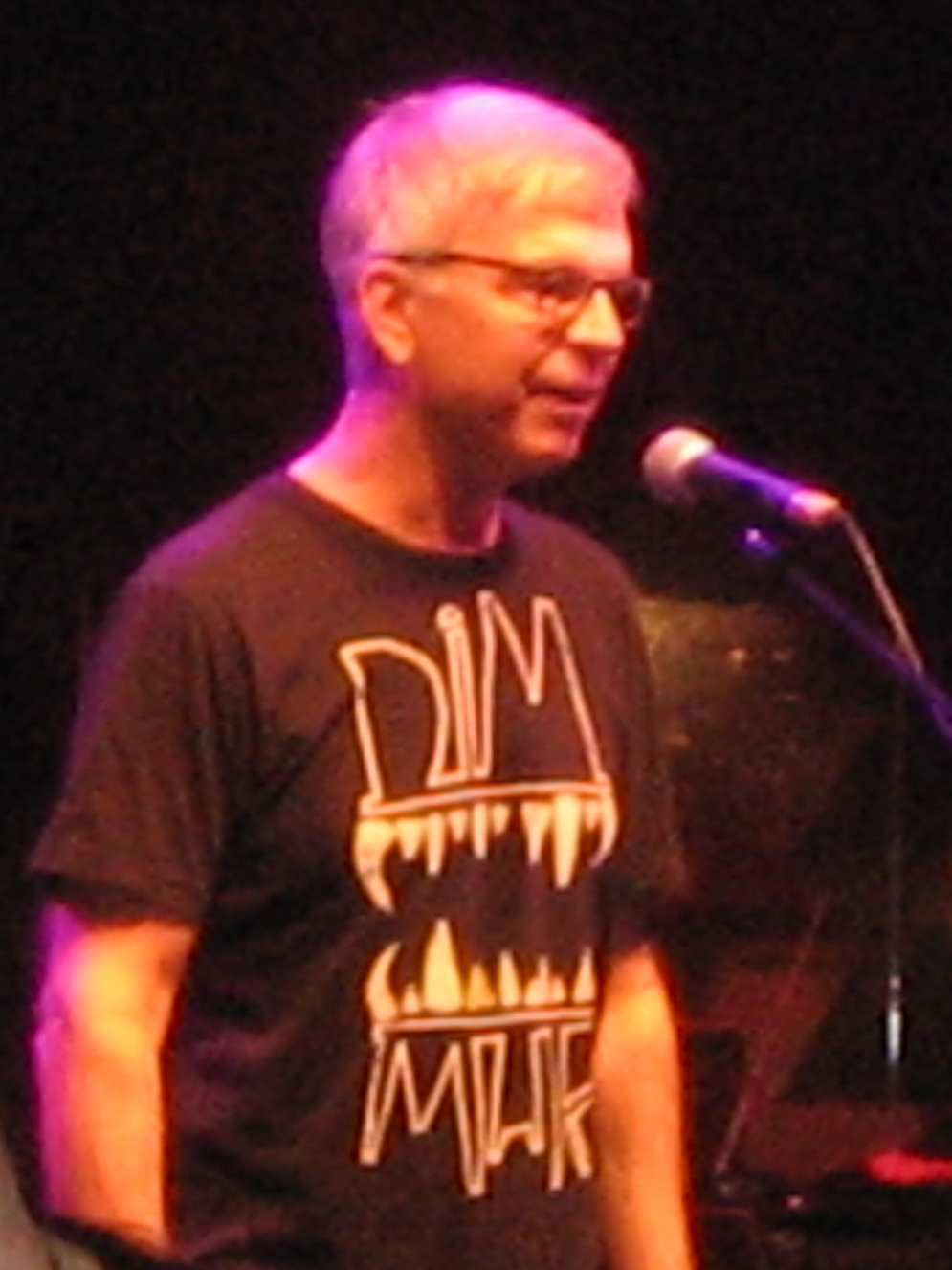
Tony Visconti

Anthony „Tony“ Edward Visconti (* 24. April 1944 in Brooklyn, New York City) ist ein britisch-US-amerikanischer Musikproduzent und Musiker.
Seit den späten 1960ern arbeitete Visconti mit etlichen prominenten Interpreten. Seinen ersten Erfolg hatte er ab 1968 mit der Produktion zahlreicher Singles und Alben für T. Rex/Tyrannosaurus Rex, deren Sound er mitprägte. Später produzierte er erfolgreiche Alben für Gentle Giant, Osibisa, die Sparks, Thin Lizzy, The Boomtown Rats, The Stranglers, Manic Street Preachers, The Moody Blues und Morrissey. Am bekanntesten ist seine lange Zusammenarbeit mit David Bowie, für den er seit dem Album Space Oddity (1969) immer wieder als Produzent und Musiker arbeitete.

## Leben
In Brooklyn geboren und aufgewachsen, lernte Anthony Visconti bereits mit fünf Jahren, Ukulele zu spielen. Als Jugendlicher spielte er Tuba in einem Blechbläserensemble, Kontrabass in einem klassischen Orchester und Rock-’n’-Roll-Gitarre. Mit 15 Jahren konzentrierte er sich auf eine Band namens Ricardo and the Latineers.
In den folgenden Jahren spielte Visconti bei mehreren Softrock- und Loungebands Bass und E-Gitarre. 1967 veröffentlichte er mit seiner damaligen Ehefrau Siegrid unter dem Namen Tony and Siegrid den regionalen Hit Long Hair, der der einzige Erfolg des Duos blieb. Nach dem gescheiterten Versuch, Popsänger zu werden, arbeitete Visconti als Produzent für seinen Verlag, die Richmond Organization.

## Produzent
Viscontis Durchbruch resultierte aus einem zufälligen Treffen mit dem britischen Produzenten Denny Cordell 1967, der ihn engagierte, um bei den Aufnahmen des erfolgreichen Jazz-Sängers Georgie Fame zu assistieren. Im Zuge dieser Arbeiten zog Visconti nach London um, wo er heimisch wurde.
Einer der wichtigsten Abschnitte seiner Karriere war die Arbeit mit der britischen Band T. Rex und deren Initiator Marc Bolan, die er für seine Plattenfirma entdeckte und durch ihre künstlerisch und kommerziell erfolgreichste Zeit, vom Album My People Were Fair… (1968) bis zum Album Zinc Alloy… (1974), begleitete und deren Sound er maßgeblich mitprägte. Visconti lernte 1967 auch den damals völlig unbekannten, aber ebenso wie Bolan sehr ehrgeizigen David Bowie kennen, zu dem er wie zu Bolan auch eine freundschaftliche Beziehung entwickelte. In seiner Autobiografie beschreibt er, dass beide damals häufiger zu Jam-Sessions und Partys bei ihm zu Hause vorbeischauten, da sie selbst noch bei ihren Eltern wohnten und wenig Geld hatten.
Visconti produzierte Bowies zweites und drittes Album, David Bowie (Space Oddity) (außer den Titelsong, den er für unpassend für Bowies Stil hielt), 1969, und The Man Who Sold the World, 1970. Visconti spielte auch als Bassist mit Bowie, dem Gitarristen Mick Ronson und dem Drummer John Cambridge in der kurzlebigen Band Hype. 1973 nahm er die Arbeit mit Bowie wieder auf, als er sein Album Diamond Dogs (1974) mixte. Er produzierte bzw. co-produzierte weiters die Alben Young Americans (1975), „Heroes“ (1977), Lodger (1979), Scary Monsters (1980), David Bowie in Bertolt Brecht's „Baal“ (1982), Heathen (2002) und Reality (2003), The Next Day  (2013) und Bowies letztes Album Blackstar (2016).
Von 1973 bis Ende der 1980er betrieb er in London seine eigenen „Good Earth Studios“. Er produzierte drei Top-10 Alben von Thin Lizzy, Bad Reputation (1977), Live and Dangerous (1978) und Black Rose: A Rock Legend (1979). 1980 produzierte er zwei klassische New-Wave-Alben, Hazel O’Connors Breaking Glass und Mondo Bongo von den Boomtown Rats.
1987 tourte Visconti mit Justin Hayward von The Moody Blues, von denen er ebenfalls zwei Alben produzierte (The Other Side of Life, 1986 und Sur La Mer, 1988), und schuf Begleitmusik für die britische Science-Fiction-Serie Star Cops.
In den späten 1980ern ging Viscontis dauerhafte Arbeit mit Topkünstlern zurück. Er verließ London und kehrte nach New York zurück. Hier arbeitete er mit vielen neuen Gruppen. 1990 produzierte er das Debütalbum der New Yorker Band Electric Angels, anschließend Electric Honey für Luscious Jackson, Leisure Noise für Gay Dad, Soul Caddy für Cherry Poppin’ Daddies, Dawn of Ananda für Annie Haslam und Moonchild for Debbie Gibson. 1997 produzierte Visconti das Debütalbum der Seahorses, der neuen Band des ehemaligen Stone-Roses-Mitglieds John Squire. Das Album Do It Yourself wurde ein mittlerer Erfolg. Außerdem produzierte er zwei Alben der deutschen Gruppe Phillip Boa and the Voodooclub (Hair 1988 + Hispanola 1990). Im Jahr 2001 produzierte er das Prefab-Sprout-Album The Gunman and Other Stories.
Nach dem Ende seiner Ehe mit Siegrid heiratete Visconti zwei weitere Male. Mit Mary Hopkin (Ehe von 1971 bis 1981), mit der er zuvor auch zusammengearbeitet hat, sowie May Pang (1989–2000) hat er jeweils zwei Kinder.
Visconti zog später wieder in das New Yorker Umland und arbeitete vor allem mit jungen Musikern, wie der Kopenhagener Band Kashmir, auf deren Debütalbum auch David Bowie auftritt. Letzterer ist auch auf der CD Breasticles (2003) der US-Künstlerin Kristeen Young zu hören, deren Alben Visconti produzierte und die er als Vorband für Morrisseys Tour 2006 vermittelte. Die Produktion dessen Albums Ringleader of the Tormentors (2006) war einer der größten Erfolge seit langem für Visconti. Es erreichte in vielen europäischen Ländern Platz 1 der Charts. Tony Visconti arbeitete außerdem mit der Politband Anti-Flag an deren 2008 erschienenem Album The Bright Lights of America.
Von 2016 bis 2022 war Visconti in der Jury für den „Anchor – Reeperbahn Festival International Music Award“.